# Менелай з тілом Патрокла
43°46′09″ пн. ш. 11°15′20″ сх. д. / 43.769166666667° пн. ш. 11.255555555556° сх. д.
Менелай з тілом Патрокла — мармурова копія I століття н. е. з втраченої пергамської скульптури, фрагменти якої були виявлені в Римі в XVI столітті і одразу ж придбані тосканським герцогом Козімо Медічі. Він доручив П'єтро Такка та Лодовіко Сальветті виконати «відновлення» пошкодженої скульптури. ВІдреставровану скульптуру виставили в одній із ніш Понте Веккйо.Нині вона стоїть в лоджії Ланці на площі Синьйорії.
В 1771 році Антон Менгс, який вважав, що маньєристська «реставрація» скульпторів XVI століття була невдалою, вирішив виправити їхні огріхи й виконав гіпсовий варіант скульптурної групи. Ще один варіант тієї ж героїчної композиції, що походить з мавзолею Августа, з XVI століття фігурував у зборах Медічі під іменем Аякса; його можна бачити в палаццо Пітті. Знаменита римська статуя Пасквіно, мабуть, спочатку ілюструвала той самий сюжет.